# Hvanneyri
Hvanneyri – miejscowość w zachodniej Islandii, położona na południowym wybrzeżu zatoki Borgarfjörður, w pobliżu ujścia do niej rzeki Hvítá. Po drugiej stronie zatoki znajduje się miasto Borgarnes, siedziba gminy Borgarbyggð (region Vesturland), do której należy Hvanneyri. Na początku 2018 roku miejscowość zamieszkiwało 285 osób.
W pobliżu miejscowości przebiega droga nr 50, która łączy drogę nr 1 z doliną Reykholtdalur, w której położone są miejscowości Reykholt i Kleppjárnsreykir.
W Hvanneyri działa Islandzki Uniwersytet Rolniczy (Landbúnaðarháskóli Íslands) z tradycjami sięgającymi 1889 roku. Działa tutaj również Muzeum Rolnictwa, które eksponuje narzędzia i maszyny rolnicze.